# Baiyuntemplet
Baiyuntemplet (白云观; Báiyún Guàn) ('Vita molnets tempel') är det enda större daoistiska templet i centrala Peking.
Templet uppfördes ursprungligen under Tangdynastin (618–907), men förstördes i en brand i slutet på Mingdynastin (1368–1644). Dagens utförande uppfördes under den efterföljande Qingdynastin (1644–1911). Templet är uppbyggd av en serie gårdar placerade längs en nord-sydlig axel.
Baiyuntemplet ligger i västra delen av centrala Peking i Xichengdistriktet precis utanför västra Andra ringvägen.
| Pekings tunnelbana |         |                      |
|                    | Linje 1 | Muxidi (木樨地)      |
|                    | Linje 7 | Daguanying (达官营） |

## Galleri

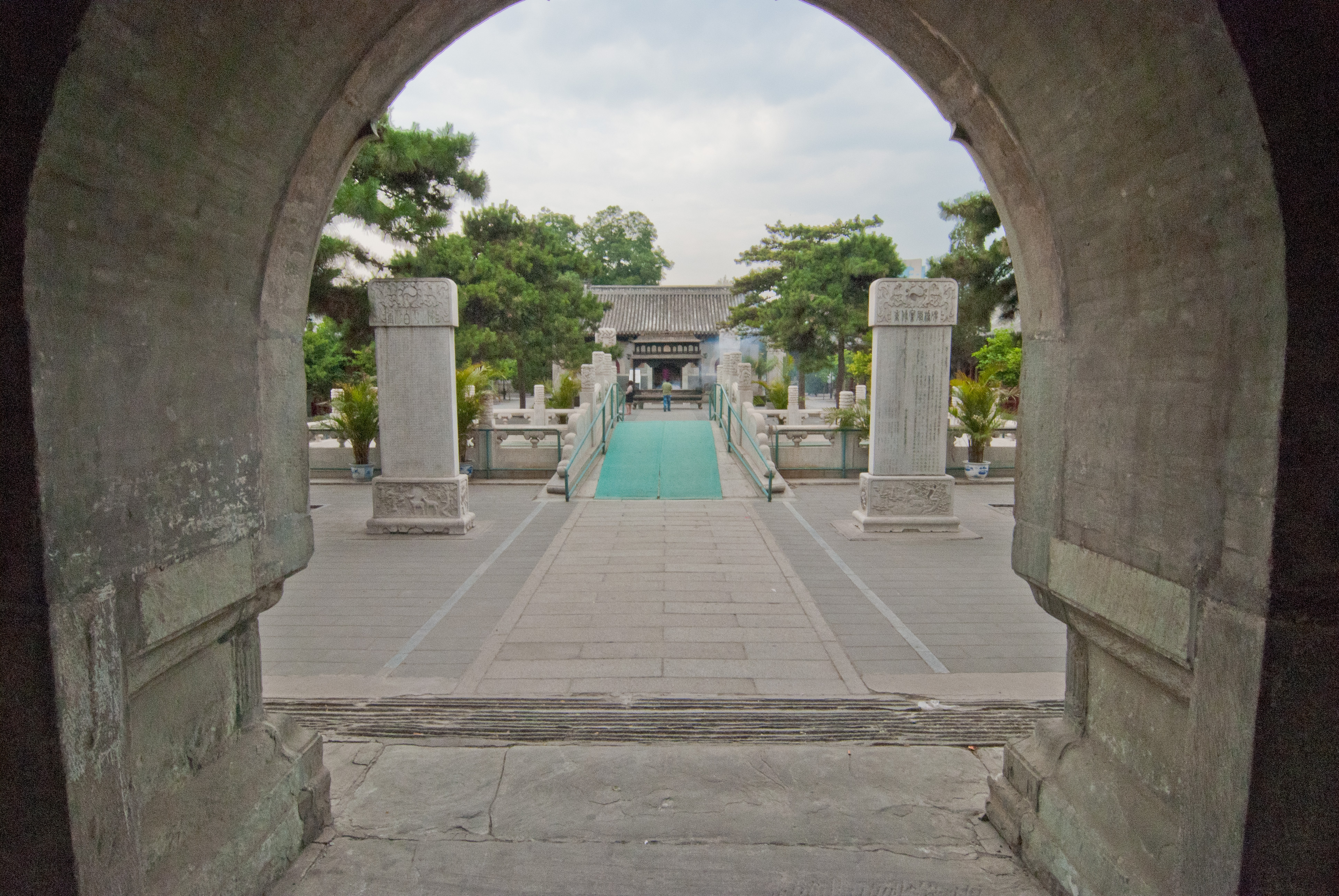
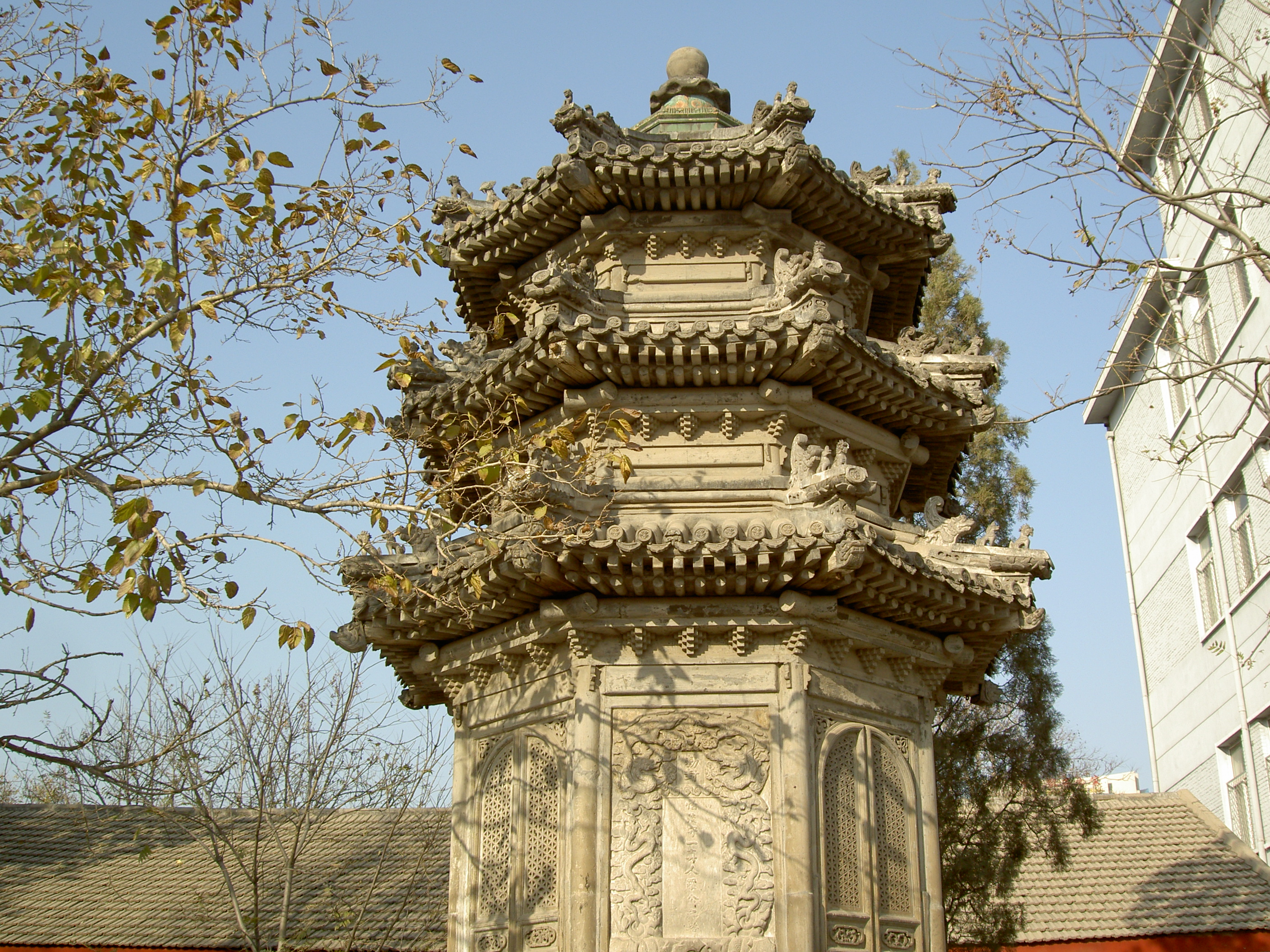
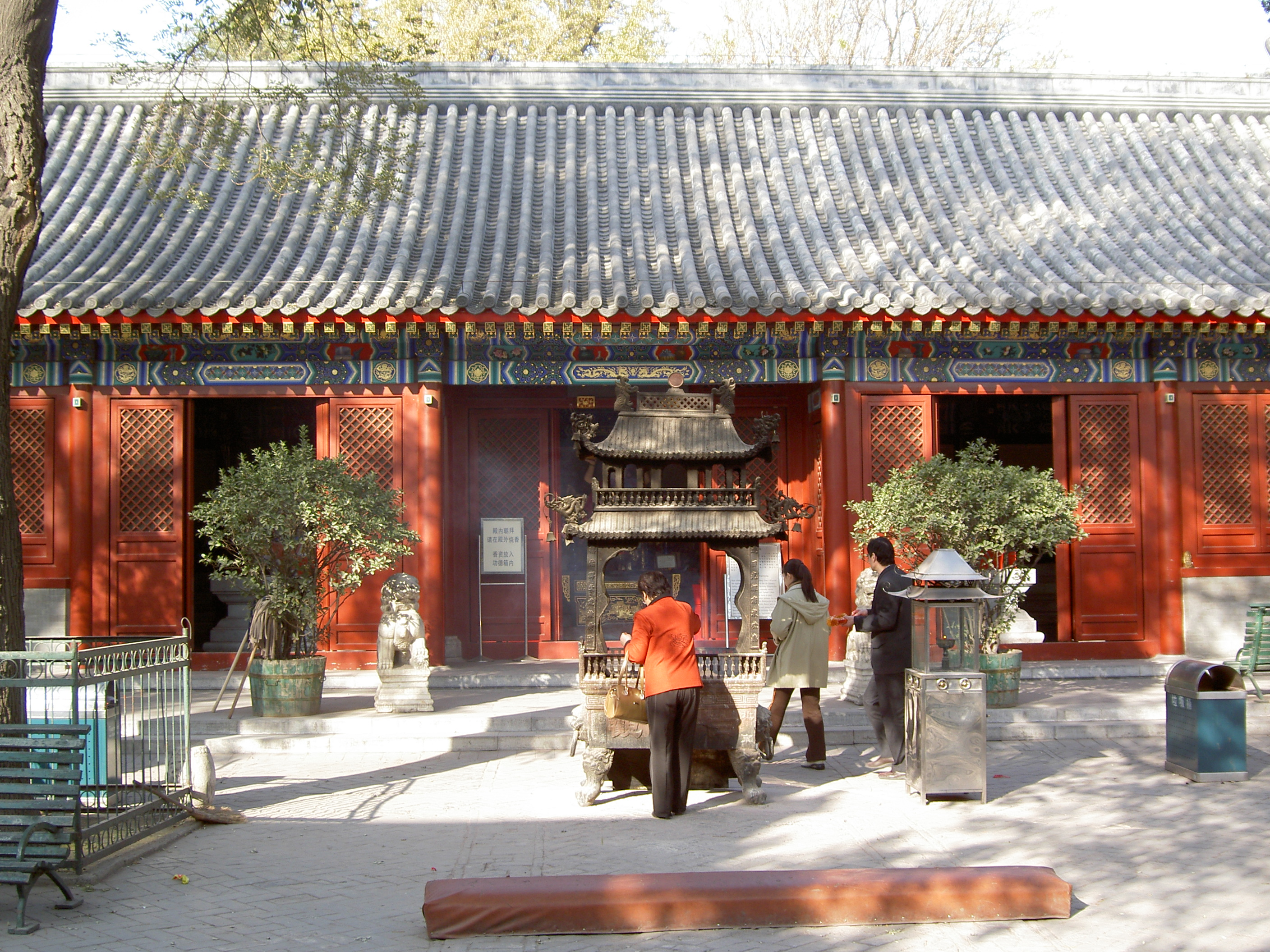
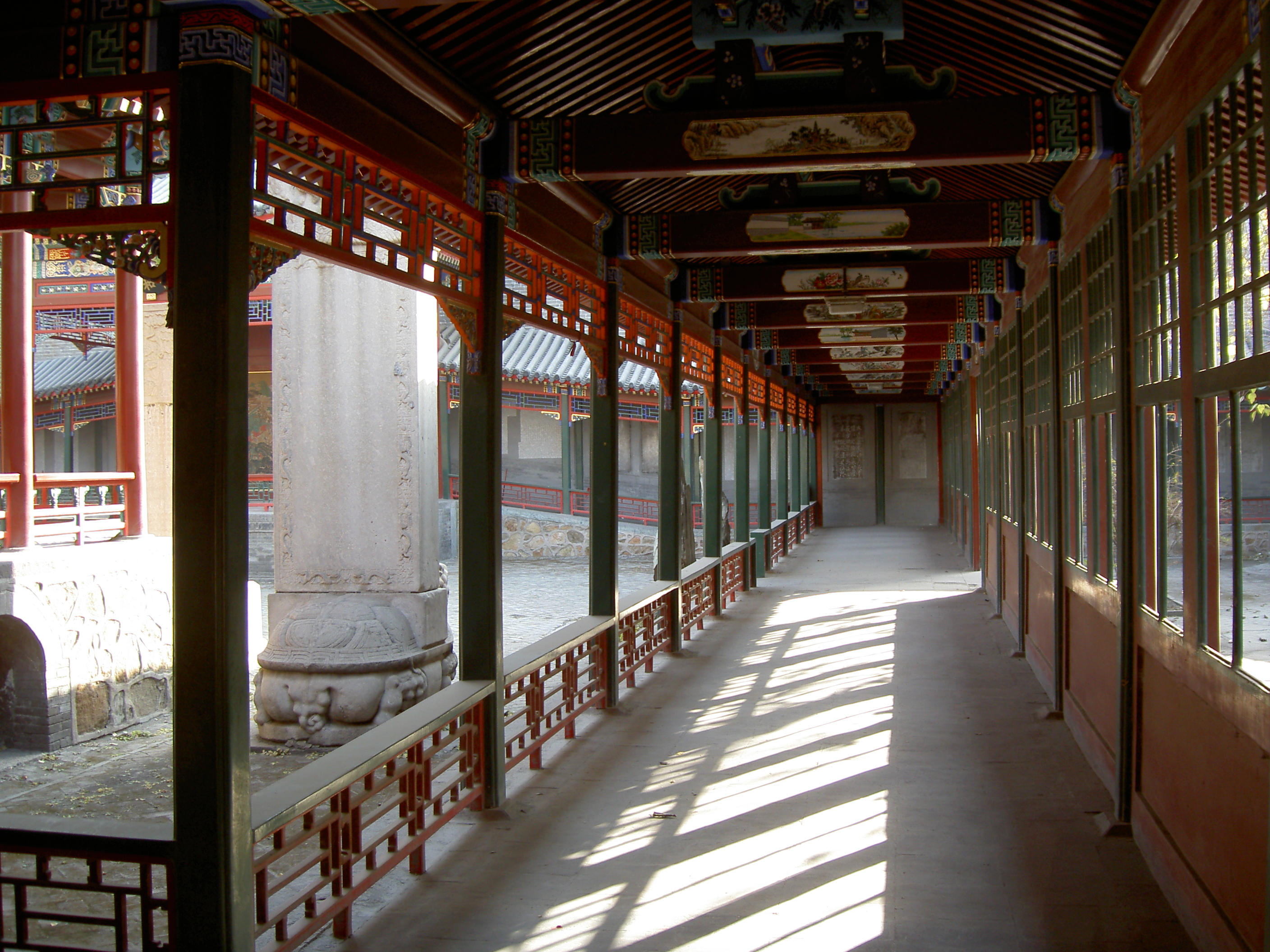